# Michele Sanmichele

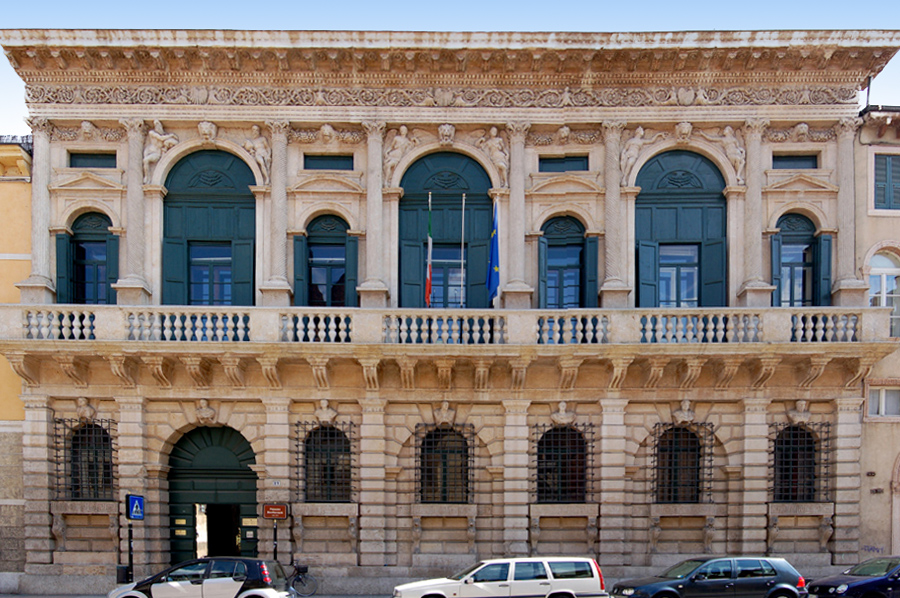
Palazzo Bevilacqua, em Verona

Michele Sanmichele (San Michele, Verona, 1484 – 1559) foi um arquiteto do Maneirismo italiano.

## Biografia

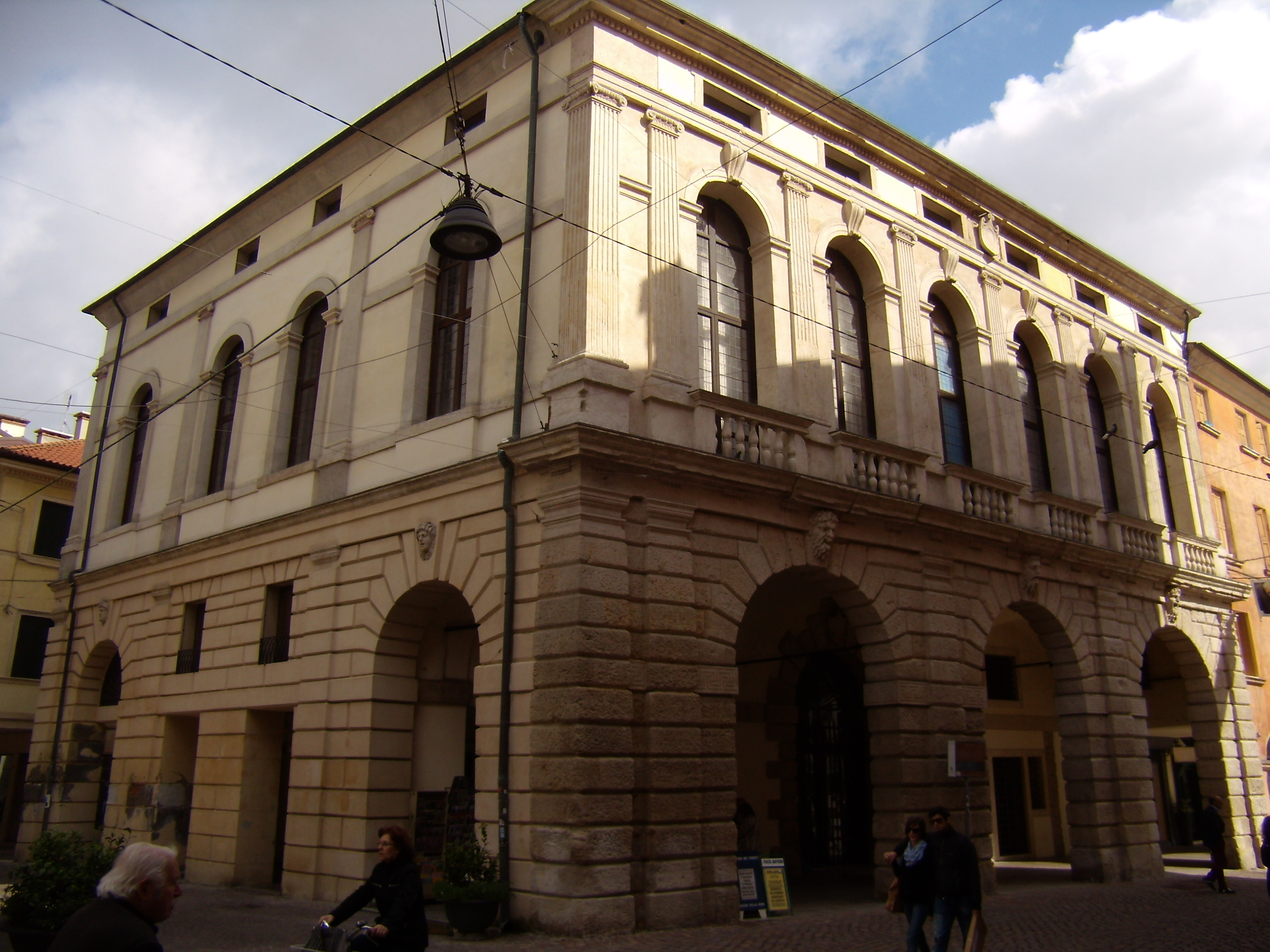
Palazzo Roncale em Rovigo

Aprendeu a profissão com o pai, Giovanni e com o tio Bartolomeo, ambos arquitetos e construtores em Verona, que na época fazia parte da República de Veneza.
Como Jacopo Sansovino, foi assalariado do governo de Veneza, comissionado para os territórios do exterior. Logo se distinguiu como arquiteto militar, reforçando fortificações em Creta, Cândia, Dalmácia e Corfu, e também a grande fortaleza do Lido, que guardava a entrada da lagoa de Veneza. Quando visitou Chipre e Creta, Sanmichele se tornou, provavelmente, o único arquiteto italiano do século XVI a ter a oportunidade de ver in loco exemplares da arquitetura grega, a possível origem de seu uso de colunas dóricas sem a base.

Esteve em Roma ainda jovem, provavelmente para trabalhar com Antonio da Sangallo, onde teve a oportunidade de estudar arquitetura e escultura clássicas. Em 1509 foi para Orvieto, onde praticou por alguns anos. Fez o desenho para o domo de Montefiascone, iniciado em 1519, um edifício de planta octogonal com um domo, mas não completado até 1843, e a igreja de Santa Maria da Graça. Desenhou e construiu ainda a igreja de São Domenico e  alguns palácios.
Sanmichele estava em Verona em 1527, trabalhando na reforma dos portões da cidade, a Puorta Nuova e a Puorta Pálio, para torná-los resistentes a balas de canhão, usando um novo sistema de bastiões angulosos. Além disso decorou-os com colunas dóricas, de uma forma inovadora à época, o que impressionou Giorgio Vasari. Regularizou ainda a Piazza Brà, abrindo uma vista para a arena romana.

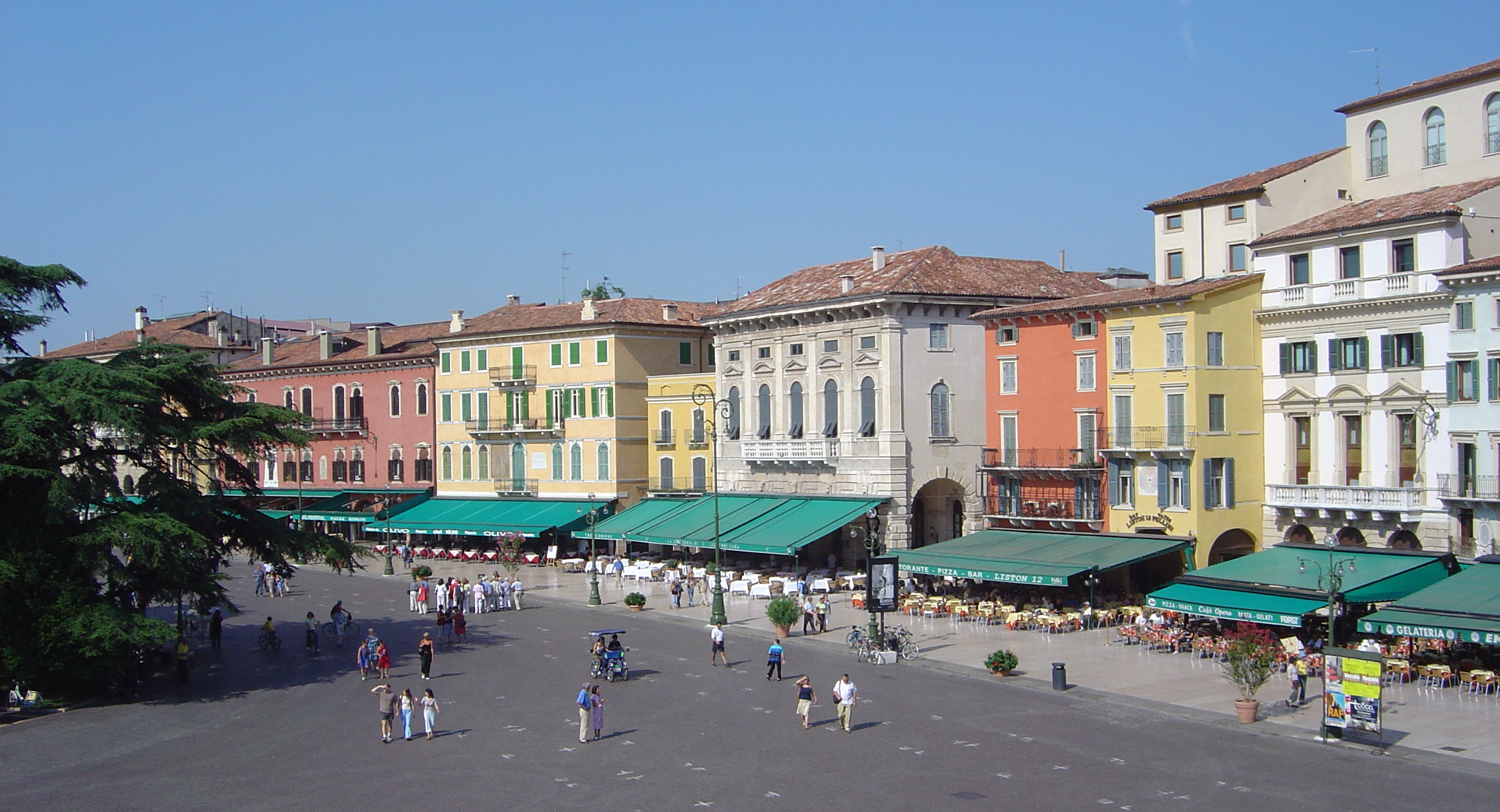
Piazza Brà vista da arena romana, em Verona

Arrumou ainda tempo, além de seus trabalhos comissionados, para construir três palácios, que foram importantes para sua reputação: Palazzo Pompei  (c.1530) uma versão enriquecida da Casa de Rafael, de Bramante, com algumas modificações na fachada;  Palazzo Canossa (c. 1537) construído em três blocos, aberto para o rio Adige no quarto lado; e o Palazzo Bevilacqua (c.1529), o mais famoso dos três e freqüentemente citado como um exemplo de arquitetura Maneirista, a mais rica fachada de sua geração.
Um dos seus desenhos mais graciosos foi a Cappella Pellegrini, na igreja de  San Bernardino em Verona, onde o exterior cilíndrico esconde um domo e um interior com elementos do Panteão de Roma. Cilíndrico também era o Santuário de Madonna de Campagna, na estrada entre Verona e Veneza, mas provavelmente modificado durante sua construção pelo arquiteto Brugnoli. Sua última obra foi a graciosa Ponte Nova.

## Posteridade
Sanmichele estava esquecido quando, em 1735, o Conde Alessandro Pompei publicou o livro Cinque Ordini d' Architettura, impresso em Verona em 1735. Arquiteto amador e morador do Palazzo Pompei, o conde atraiu a atenção de uma geração de jovens arquitetos neoclássicos para Sanmichele. Posteriormente, plantas com medidas publicadas por Francesco Ronzani e Girolamo Luciolli inauguraram o moderno estudo de suas obras.